# Репников, Николай Фёдорович
Николай Фёдорович Ре́пников (16 декабря 1914, Петроград или Кегостров — 4 декабря 1941, район Кяппесельги — Медвежьегорска, Карело-Финская ССР) — советский военнослужащий, Герой Советского Союза, командир эскадрильи 152-го истребительного авиационного полка (103-я смешанная авиационная дивизия, 7-я отдельная армия, Карельский фронт), старший лейтенант.

## Биография
Родился в 1914 году в Петрограде (по другим данным в Кегострове Архангельской губернии). Детство прошло в Пудоже. В 1929 году семья переехала в Петрозаводск.
Окончил семилетнюю школу и с отличием школу фабрично-заводского ученичества в Петрозаводске. Работал слесарем-инструментальщиком на Онежском машиностроительном и металлургическом заводе, занимался в Петрозаводском аэроклубе с февраля 1934 года.
18 февраля 1935 года совершил свой первый самостоятельный полёт. После окончания аэроклуба был допущен к работе лётчика-инструктора. 1 мая 1935 года в Петрозаводске открылась парашютная вышка, с которой Репников одним из первых совершил прыжок. В дальнейшем при аэроклубе открылась парашютная школа, и, после сдачи необходимых спортивных норм, Репников получил значок парашютиста, и был направлен в Московскую парашютную школу. После успешного окончания получил звание инструктора лётчиков-парашютистов.
С осени 1936 года в рядах Красной Армии в авиадесантных войсках, призван Петрозаводским горвоенкоматом Карельской АССР. После письменного обращения к маршалу Ворошилову К. Е. был переведён в истребительную авиацию в Кегостров Архангельской области, совершал самостоятельные полёты на истребителе.
Участвовал в советско-финской войне 1939—1940 годов в истребительной авиации. В декабре 1939 года принят в члены ВКП(б).
28 июня 1940 года женился. 16 марта 1941 года у него родилась дочь Татьяна.
С июня 1941 года — участник Великой Отечественной войны, командир звена истребителей «И-16». По декабрь 1941 года Репников совершил 51 боевой вылет и сбил 5 самолётов противника.
4 декабря 1941 года погиб, одним из первых на Карельском фронте совершив воздушный таран противника. Его жертвой стал, так же погибший, финский ас сержант Т. Томминен из состава LeLv28, имевший на своём счету 6 побед. Его самолёт MS.406 был сбит Харрикейном Репникова лобовым тараном. Этот таран стал первым в советском небе на данном типе самолёта.
Указом Президиума Верховного Совета СССР «О присвоении звания Героя Советского Союза начальствующему и рядовому составу Красной Армии» от 22 февраля 1943 года за «образцовое выполнение боевых заданий командования на фронте борьбы с немецкими захватчиками и проявленными при этом отвагу и геройство» удостоен посмертно звания Героя Советского Союза.
Также награждён двумя орденами Ленина и орденом Красного Знамени.

## Память

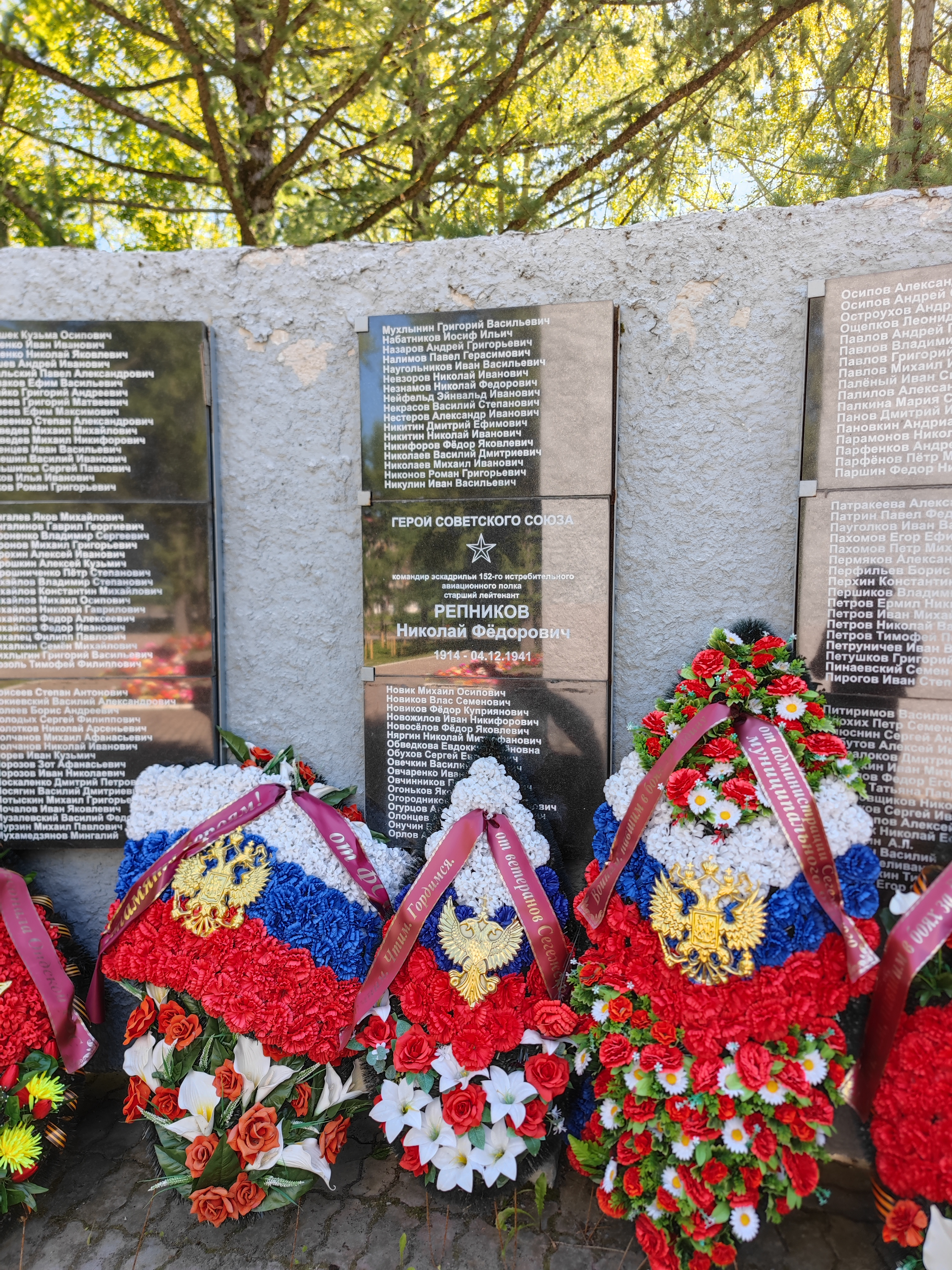
Памятная табличка Н. Ф. Репникову на братской могиле в Сегеже

- Именем Героя названы улица и переулок в Петрозаводске.
- На доме по улице Кирова в Петрозаводске, где он жил, была установлена мемориальная доска. В настоящее время дом снесён, доска утрачена.
- Портрет Николая Репникова установлен в Галерее Героев Советского Союза, открытой в 1977 году в Петрозаводске в районе улиц Антикайнена и Красной.
- Рядом с Галереей Героев в честь Николая Репникова посажено дерево.
- На улице Репникова в честь Героя Советского Союза установлена стела.
- На доме на улице Репникова установлена мемориальная доска.